# Pierre Marc Antoine Dufaux
Pour les articles homonymes, voir Dufaux.
Pierre Marc Antoine Dufaux, né à Genève le 17 juin 1866 et mort dans la même ville le 31 octobre 1936, est un artiste suisse, peintre sur émail, miniaturiste, dessinateur, journaliste et conservateur de musée.

## Biographie et parcours professionnel
Fils de Marc-Louis Dufaux, il est issu d'une famille de peintres sur émail et de fabricants d'émaux,. Son père a introduit la peinture sur émail dans l’industrie horlogère suisse. Son frère, Gabriel Dufaux, est spécialisé dans le portrait sur émail.
Il apprend le dessin auprès de Barthélemy Menn. Il fait un apprentissage de peintre sur émail dans l’atelier de son père et d’émailleur chez Abrezol et Mottaz à Genève. Il participe à l’Exposition universelle de 1900 à Paris.
Il siège au Conseil municipal de la Ville de Genève et il occupe le poste de Conservateur des arts décoratifs au Musée d’art et d’histoire de Genève. Il est connu également comme journaliste sous le pseudonyme de Pierre Duniton. Il écrit notamment dans le journal La Suisse.

## Distinctions
- Lauréat du Concours Galland pour l’émaillerie et la peinture sur émail
- Lauréat d’un concours organisé par l’Institut national Genevois, section des beaux-arts
- Médaille d'argent en collectivité des peintres sur émail genevois à Paris (1900)

## Collections publiques
- Le Musée d'art et d'histoire de Genève possède un portrait oval, peint sur émail, de son père, Marc-Louis Dufaux.